# Ljudeffekt

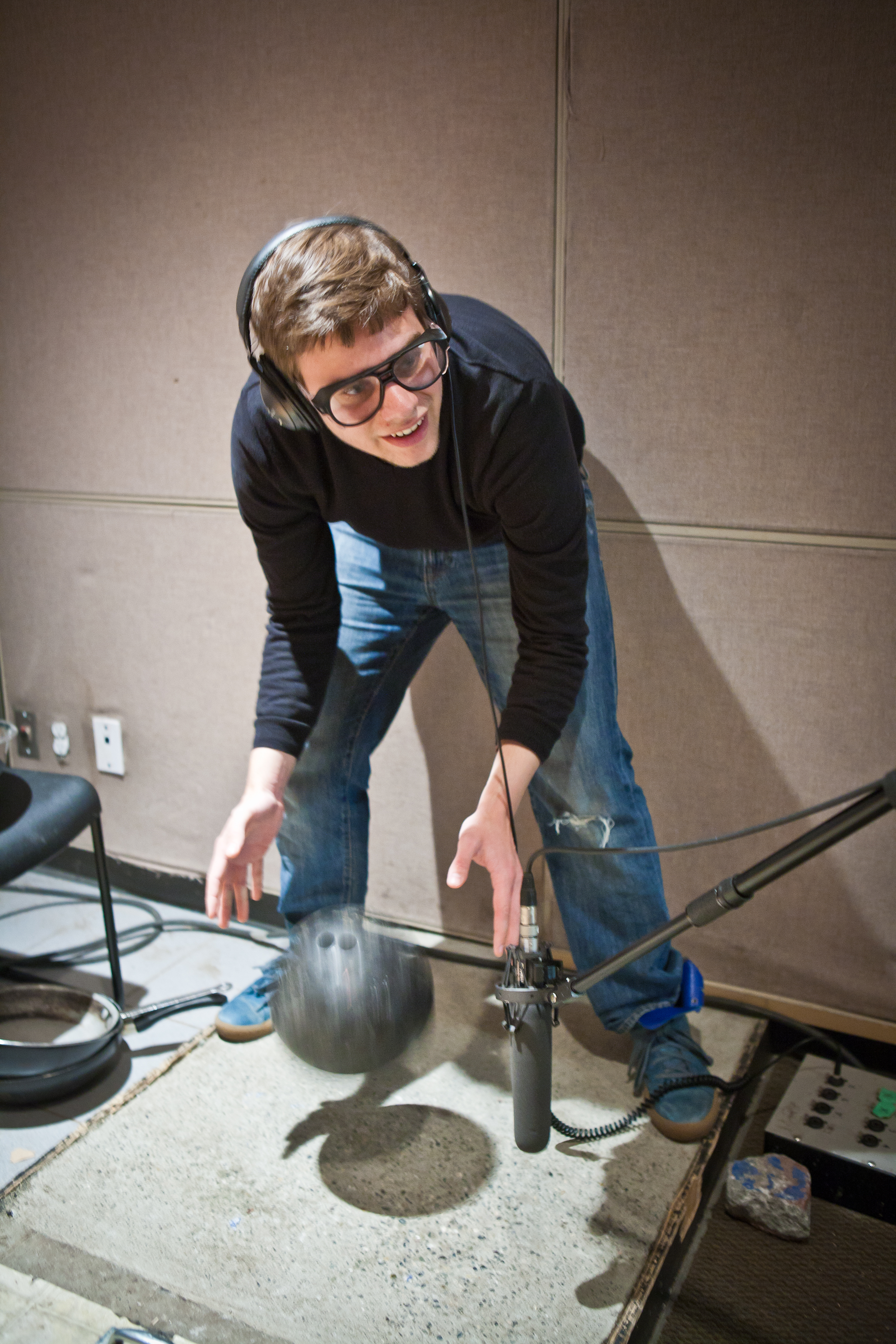

För fysikalisk betydelse, se ljudintensitet eller effekt.
En ljudeffekt eller ljudeffekter är artificiella ljud som är pålagda i efterhand i olika medium som film, tv- och datorspel, ibland även i olika föreställningar som teater. I serietidningar illustreras dock ljudeffekter ofta, ibland som en referens till film och ibland för att förtydliga en handling.

## Ljudeffekter i film
Inom film finns det olika typer av ljudeffekter:
- Ljudeffekter som dörrstängningar, gevärsskott eller billjud läggs på i efterhand av en ljudeffektläggare.
- Atmosfärsljud eller bakgrundsljud behöver inte synka (men kan också göra det) med det som händer i filmen och ger en atmosfär i miljön. Atmosfärsljud ger ofta mycket känsla och trovärdighet till filmen.
- Tramp eller foley kallas den typ av ljudeffekter som är vardagliga ljud, vanligen fotsteg, rörelseljud och andra ljud som kommer från vardagliga saker. Dessa ljud är många gånger särskilt inspelade för filmen i en ljudstudio avsett för detta ändamål.